# Арламівська Воля
Арламівська Во́ля — село в Яворівському районі, Львівської області, Україна. Розташоване за 65 кілометрів від Львова та 615 кілометрів від Києва. Орган місцевого самоврядування — Мостиська міська рада.

## Історія
Село виникло у XVI столітті. Перші поселенці були із села Арламів. Граф Переллі звільнив нових поселенців від панщини та інших повинностей на 15 років. Люди, які щойно оселилися тут, мали прізвище Арламовські. В Арламівській Волі та сусідніх селах ще й досі живуть люди з цим прізвищем.
Перші поселенці оселилися над річкою Чорний Потік. Відтак село заселялося вихідцями із навколишніх сіл.
У 1620 році село зруйнували татари; також спалили фільварок. Залишилось лише 7 родин.
За часів Австро-Угорщини, напередодні Першої світової війни, війтом у селі був багатий господар Тимофій Саган. Коли збудували нову церкву Святої Покрови, він купив для неї Євангеліє за 2 000 ринських.
Стара церква була дерев'яною і стояла на цьому ж місці, де сучасна. 1904 року з невідомих обставин вона згоріла. На жаль, у вогні згоріли всі сільські документи.
1908 року в селі збудували муровану церкву за проєктом інженера Василя Нагірного, свій внесок на будівництво церкви дав пан фільварку Карабанік, тому громада на знак вдячності похоронила його на церковному подвір'ї.
На початку XX ст. парохом у селі був Володимир Попель, син Теодора Попеля і Кароліни з роду Ольшанських. Народився 19 липня 1867 р. в селі Циків. Батько його походив з роду священників. В. Т. Попель навчався у духовній семінарії, потім студіював теологію у Львівському університеті. Керував хором. Розмальовував церкви, зокрема у Млинах, Арламівській Волі, Малнові. В Перемишлі навчав молодь співу.
«Мостищина: легенди, перекази, бувальщини».

## Населення
- 2011 осіб (1959)
- 1558 осіб (2001)

## Інфраструктура
В селі є клуб, бібліотека. До послуг населення побутові майстерні. Збудовано 157 цегляних житлових будинків.

## Освіта
Арламівськоволянська загальноосвітня школа І-ІІ ступенів розташована в географічному центрі села — Березівка. За останні роки було зроблено капітальний ремонт школи. В школі налічується 9 класів, функціонує бібліотека, комп'ютерний клас, їдальня.

## Мовні особливості
У селі побутує говірка Надсянського говору та Наддністрянського говору. До «Наддністрянського реґіонального словника» внесено такі слова та фразеологізми, вживані у Арламівській Волі:
- бадилина — гичка картоплі;
- біла кропива — глуха кропива;
- блават — волошка;
- бурачинє, бурачині — листя буряка;
- вокал — капіж;
- горстка — кілька жмень льону;
- лотань — латаття;
- мандиль — 21 сніп збіжжя на полі;
- медведик — шкідник, який з'їдає коріння рослин;
- пиргач — кажан;
- підсуфітка — дранка, набита на стелю, як основа для тинькування;
- пітока — передня чи задня частина воза;
- прічі — ноші, на яких покійника виносять із церкви;
- свербило — шипшина;
- сійка — дрібна цибуля, яку залишають для насіння;
- трач — той, хто ріже колоду на дошки;
- чорне жито — ріжок у колоску жита;
- шараґі — козел для різання дров;
- шляґа — довбня;
- шторцівка — пліт, у якому тички вплетено вертикально;
- щіпа — живець для щеплення;
- ярий — ранній.

## Відомі люди
- Дума Зіновій Євгенович (1956) — український діяч, голова Івано-Франківського обласного товариства «Меморіал» імені Василя Стуса. Народний депутат України 1-го скликання.
- Теофіл Кормош — адвокат, засновник культурно-освітніх та економічних товариств на Мостищині.
- Саган Іван Тимофійович (1938—2010) — український краєзнавець, журналіст.
- Шудрава Марія Михайлівна — лицар Бронзового хреста заслуги УПА, загинула в селі.
- Ярема Яким Якимович — український психолог, філософ, мовознавець і літературознавець, педагог і культурно-освітній діяч.